# NICAM
Near Instantaneous Companded Audio Multiplex (NICAM) är en digital ljudkomprimeringsstandard för tv-sändningar som skapades i början av 1970-talet för som ett sätt att komprimera ljud mellan en sändare-mottagare. På 1980-talet började TV-stationer använda NICAM-teknik för överföring av ljud i stereo för TV.
I Sverige började Sveriges Television provsändningar våren 1988.